# Palosco
Palosco je italská obec v provincii Bergamo v Lombardii. Nachází se asi 50 kilometrů východně od Milána a asi 20 kilometrů jihovýchodně od Bergama. K 31. prosinci roku 2004 tam žilo 5 353 obyvatel. Rozloha obce je 10,8 km².
Palosco sousedí s obcemi: Bolgare, Calcinate, Cividate al Piano, Martinengo, Mornico al Serio, Palazzolo sull'Oglio, Pontoglio a Telgate.

## Osobnosti
- Giovanni Gasparini (* 1908), fotbalista